# Эйк, Виллем
Виллем Якоб Эйк (нидерл. Willem Jacobus Eijk; род. 22 июня 1953, Дёйвендрехт, Северная Голландия) — нидерландский кардинал. Епископ Гронинген-Леувардена с 17 июля 1999 по 11 декабря 2007. Архиепископ Утрехта с 11 декабря 2007. Кардинал-священник с титулом церкви Сан-Каллисто с 18 февраля 2012.

## Биография
Родился от смешанного брака, его отец был меннонитом, а мать — католичкой.
С 1959 по 1965 год посещал начальную школу в Дуйвендрехте, а с 1965 года по 1971 год — среднюю школу Синт-Николаас в Амстердаме.
В 1978 году окончил медицинский факультет Амстердамского университета. Затем изучал теологию в семинарии Керкраде и Лейденском университете.
Принял священнический сан 1 июня 1985 года. Служил в храмах епархии Рурмонда.
Защитил диссертации об эвтаназии (1987) и генетических манипуляциях (Папский университет Святого Фомы Аквинского). Также получил диплом доктора теологии в Папском Латеранском университете.
Преподавал в семинариях в Ролдуке и Лугано (Швейцария).
С 1997 по 2002 год член Международной теологической комиссии.
Папа Иоанн Павел II назначил его 17 июля 1999 года епископом Гронингена-Леувардена. Рукоположен 6 ноября кардиналом Адрианусом Йоханнесом Симонисом. Выбрал своим девизом  фразу Мартина Турского  «Non recuso laborem» («Я не отказываюсь от работы»).
Папа Бенедикт XVI назначил его 11 декабря 2007 года архиепископом Утрехта.
В 2011 году избран президентом Нидерландской епископской конференции.
Кардинал с 18 февраля 2012 года с титулом «кардинал-священник Сан-Каллисто».
Участвовал в конклаве 2013 года.

## Конклав 2025 года
Участник Конклава 2025 года, где был избран папа Лев XIV.